# Пулсвілл (Меріленд)
Пулсвілл (англ. Poolesville) — місто (англ. town) в США, в окрузі Монтгомері штату Меріленд. Населення — 5742 особи (2020).

## Географія
Пулсвілл розташований за координатами 39°8′31″ пн. ш. 77°24′38″ зх. д. / 39.14194° пн. ш. 77.41056° зх. д. (39.141946, -77.410422).  За даними Бюро перепису населення США в 2010 році місто мало площу 10,23 км², з яких 10,18 км² — суходіл та 0,05 км² — водойми.

## Демографія
Згідно з переписом 2010 року, у місті мешкали 4883 особи в 1602 домогосподарствах у складі 1348 родин. Густота населення становила 477 осіб/км².  Було 1663 помешкання (163/км²).
Расовий склад населення:
| - 88,4 % — білих - 5,2 % — чорних або афроамериканців - 2,1 % — азіатів - 0,5 % — корінних американців - 1,4 % — осіб інших рас |

До двох чи більше рас належало 2,5 %. Частка іспаномовних становила 7,0 % від усіх жителів.
За віковим діапазоном населення розподілялося таким чином: 27,7 % — особи молодші 18 років, 66,2 % — особи у віці 18—64 років, 6,1 % — особи у віці 65 років та старші. Медіана віку мешканця становила 41,5 року. На 100 осіб жіночої статі у місті припадало 96,7 чоловіків;  на 100 жінок у віці від 18 років та старших — 96,4 чоловіків також старших 18 років.
Середній дохід на одне домашнє господарство  становив 176 366 доларів США (медіана — 151 307), а середній дохід на одну сім'ю — 184 135 доларів (медіана — 167 845). Медіана доходів становила 116 250 доларів для чоловіків та 60 517 доларів для жінок. За межею бідності перебувало 1,9 % осіб, у тому числі 1,8 % дітей у віці до 18 років та 9,4 % осіб у віці 65 років та старших.
Цивільне працевлаштоване населення становило 2721 осіб. Основні галузі зайнятості: науковці, спеціалісти, менеджери — 24,2 %, освіта, охорона здоров'я та соціальна допомога — 19,6 %, публічна адміністрація — 13,7 %, роздрібна торгівля — 11,4 %.